# Scott Blumstein
Scott Blumstein (* 27. März 1992 in Morristown, New Jersey) ist ein professioneller US-amerikanischer Pokerspieler. Er gewann 2017 die Poker-Weltmeisterschaft.

## Persönliches
Blumstein wuchs in seiner Geburtsstadt Morristown auf. Er besuchte die Temple University und machte einen Abschluss in Buchhaltung. Blumstein lebt in Philadelphia.

## Pokerkarriere
Blumstein spielt seit Dezember 2013 online unter den Nicknames SBlast2711 (Borgata Poker NJ), 2Due4U (WSOP NJ) sowie TooDue4U (partypoker NJ) und hat sich mit Turnierpoker mehr als 250.000 US-Dollar erspielt.
Seine erste Geldplatzierung bei einem Live-Turnier erzielte Blumstein im August 2012 in Verona im US-Bundesstaat New York. Mitte Juli 2016 gewann der Amerikaner das Deepstack Kick Off der Borgata Summer Poker Open in Atlantic City mit einer Siegprämie von knapp 200.000 US-Dollar. Ende Juli 2017 gewann er das Main Event der World Series of Poker im Rio All-Suite Hotel and Casino am Las Vegas Strip, nachdem er den Finaltisch schon als Chipleader erreicht hatte. Dafür setzte sich Blumstein gegen 7220 andere Spieler durch und sicherte sich neben dem Titel als Pokerweltmeister ein Bracelet sowie eine Siegprämie von 8,15 Millionen US-Dollar. Diese Leistung wurde Ende Februar 2018 bei den American Poker Awards in Los Angeles als Tournament Performance of the Year 2017 ausgezeichnet. Anfang November 2019 erreichte der Amerikaner beim ersten Event der Poker Masters im Aria Resort & Casino am Las Vegas Strip den Finaltisch und belegte den mit knapp 60.000 US-Dollar dotierten sechsten Platz. Seitdem blieben größere Turniererfolge aus.
Insgesamt hat sich Blumstein mit Poker bei Live-Turnieren mehr als 8,5 Millionen US-Dollar erspielt.